# Palm Beach (Flórida)
Palm Beach é uma cidade localizada no estado norte-americano da Flórida, no condado de Palm Beach. Foi fundada em 1894 e incorporada em 17 de abril de 1911.
Sendo uma cidade habitada apenas durante certos períodos do ano, geralmente o inverno americano, as ruas costumam estar virtualmente vazias durante o verão. Está localizada numa ilha no extremo leste do Condado de Palm Beach e fica a cerca de 120 quilómetros do centro de Miami. Está separada das cidades vizinhas de West Palm Beach e Lake Worth por uma passagem aquática intracostal.
De acordo com o U.S. Census Bureau, o Censo do ano de 2004 estimou a existência de uma população constante (que mora durante o ano todo) de 9.860 habitantes e uma população sazonal de 30.000 habitantes.
Com uma renda per capita de US$ 109.219 dólares por ano, é habitada principalmente por pessoas aposentadas com mais de 65 anos de idade (52% da população), na sua maioria milionários e até alguns bilionários.
Entre seus moradores ilustres encontramos a família Kennedy, Donald Trump, John Lennon, Rod Stewart, Marjorie Post, Tony Robbins e muitas outras personalidades do mundo financeiro e empresarial norte-americano e mundial.
Seus moradores formam uma das mais filantrópicas sociedades de todos os Estados Unidos.

## História
A cidade de Palm Beach foi legalmente estabelecida como tal (Incorporated) em 17 de abril de 1911, mas a essa altura já era famosa no mundo inteiro.
Palm Beach foi criada para ser um centro de lazer por Henry Flagler, o fundador da empresa petrolífera Standard Oil Company (que atualmente faz parte do conglomerado ExxonMobil). Henry Flagler tornou Palm Beach acessível aos ricaços de sua época com a construção de uma estrada de ferro denominada Florida East Coast Railway.
O núcleo da cidade foi estabelecido pela construção de um hotel de luxo, o Royal Poinciana Hotel que eventualmente se denominou Breakers Hotel com 2.000 apartamentos de luxo. Construído também por Henry Flagler em 1890, o Breakers Hotel continua sendo um dos mais luxuosos hotéis do mundo e um dos principais pontos de atração da Florida.
Em 1902, Flagler construiu para si uma mansão de Beaux-Arts que foi denominada Whitehall, desenhada pelos famosos arquitetos Carrére and Hastings e com isso perpetuou o que ficou conhecido como "The Palm Beach Winter Season", com grandes festas e encontros ilustres que existem até hoje.

## Geografia
De acordo com o United States Census Bureau, a vila tem uma área de 28,7 km², onde 10,8 km² estão cobertos por terra e 17,9 km² por água.

## Demografia

### Censo 2010
Segundo o censo nacional de 2010, a sua população é de 8 348 habitantes e sua densidade populacional é de 771,1 hab/km². Possui 9 091 residências, que resulta em uma densidade de 839,7 residências/km².

### Censo 2000
De acordo com o censo de 2000, mais da metade da população (52,6%) tem 65 anos ou mais de idade, com uma idade média de 67 anos. 9,4% tem menos de 18 anos, 1,5% tem entre 18 e 24 anos, 11,5% tem entre 25 e 44 anos e 25,0% tem entre 45 e 64 anos de idade. Para cada 100 mulheres existem 79,3 homens. Para cada 100 mulheres com mais de 18 anos existem 77 homens.
A renda per capita da cidade é de US$ 109.219 dólares por ano. A renda média masculina é de US$ 71.685 dólares por ano e a feminina é de US$ 42.875 dólares por ano.
5,3% da população e 2,4% das famílias da cidade vivem abaixo da chamada linha de pobreza salarial, que é de US$ 9.570 dólares por pessoa por ano. 4,6% desses tem menos de 18 anos e 2,9% desses tem 65 anos de idade ou mais.
96% da população é branca, 2,57% são negros (afro-americanos), 2,56% são latinos (originários da America Latina), 0,53% são asiáticos, 0,04% são índios nativos, 0,02% são originários das ilhas do Pacífico e 0,63% são de outras raças.
Em 2000 existiam 5.789 residências e 3.021 famílias. A densidade populacional é de 1.031 pessoas por km². Existem 9.948 outros tipos de moradias (apartamentos, etc...) com uma densidade habitacional de 979,8 pessoas por km².
48,1% da população é composta de casais casados vivendo juntos. 42,6% das moradias são ocupadas por indivíduos solitários e, desses, 27,6% tem 65 anos de idade ou mais. A média de habitantes por moradia é de 1,81 pessoas e uma família tem em média 2,38 pessoas.
A maioria dos habitantes de Palm Beach é afluente sob qualquer padrão. O salário médio por moradia é de US$ 94.562 dólares por ano e o salario médio por família é de US$ 134.867 dólares. Essa riqueza permite a existência de uma "abundancia de prazeres" e uma "comunidade fortemente orientada para a sensibilidade", conforme citado pela revista Robb Report Magazine na sua escolha de Palm Beach para ser, em Junho de 2003, "A Melhor Cidade para se Viver" nos Estados Unidos. A cidade também é constantemente documentada no cinema e na televisão por sua riqueza e filantropia.
No ano de 2000, inglês era a língua principal para 87,81% dos seus residentes, enquanto 4,8% falavam francês, 3,65% falavam espanhol e 2,16% falavam alemão.

## Transporte
A cidade é servida pelo Aeroporto Internacional de Palm Beach.

## Principais pontos turísticos
- The Breakers Hotel
- Whitehall
- The Flagler Museum
- Four Arts Gardens
- Mar-A-Lago
- Worth Avenue

## Residentes famosos
- Marjorie Merriweather Post — Herdeira da fortuna de Cereais Post, socialite, e filantropa que construiu Mar-A-Lago. Esposa de E.F. Hutton
- Nancy G. Brinker — Fundadora da sociedade filantropica Susan G. Komen for the Cure, foi embaixadora dos EUA na Hungria.
- E.F. Hutton — Famoso financista de Wall Street que construiu Mar-A-Lago (hoje propriedade de Donald Trump). Marido de Marjorie Merriweather Post
- Donald Trump — Construtor de imóveis e presidente dos Estados Unidos
- Ivana Trump — Ex-esposa de Donald Trump
- James Patterson — Escritor de Best Sellers
- Família Lauder — Executivos da linha de cosméticos Lauder
- Ronald Perlman — Corporate Raider, Chairman da Revlon
- Família Barney — Herdeiros do banco Smith Barney
- Ann Coulter — Escritora
- Rush Limbaugh — Comentarista político e Talk Show Host
- Jimmy Buffett — Cantor
- John Kluge — Chairman da empresa Metromedia. Fortuna estimada em US$ 11 bilhões de dólares
- Malcolm Glazer — CEO de First Allied Corporation e dono de clubes esportivos
- James H. Clark — Fundador da empresa Netscape
- S. Daniel Abraham — Criador da linha de alimentos Slim Fast e filantropo judeu
- Scott Stapp — Cantor
- Família Kennedy — Família política conhecida com a "Realeza Americana"
- Rod Stewart — Cantor
- Vera Wang — Designer
- Família Du Pont — Herdeiros da fortuna da DuPont Chemicals
- Curt Gowdy — Comentarista esportivo
- Christopher Sinclair — Foi CEO da Pepsi
- Henry Paulson — Secretário do Tesouro dos EUA (2006–2009)
- Adrian Wilcox — Fotógrafo